# معهد الإلحاد العلمي (الاتحاد السوفيتي)
معهد الإلحاد العلمي هو منظمة للبحث العلمي تأسست في موسكو في عام 1964 من أجل تنسيق العمل العلمي الهادف إلى الإلحاد الذي يتم أجراؤه في الأكاديميات العلمية في الاتحاد السوفيتي بالإضافة لمؤسسات التعليم العالي ووزارة الثقافة في اتحاد الجمهوريات الاشتراكية السوفيتية.

## تاريخ المعهد
تم إنشاء المعهد وفقاً لمرسوم اللجنة المركزية للحزب الشيوعي السوفيتي في اطار هيكلية المؤسسات التعليمية الحزبية-أكاديمية العلوم الاجتماعية التابعة للجنة المركزية التابعة للحزب الشيوعي السوفيتي.

## الأبحاث
قام المعهد بدراسات شاملة للمشاكل الإلحادية في المجتمع بمساعدة أسخاص حاصلين على درجات علمية عالية من العلماء السوفييت والأجانب وموظفو الحزب ودعاة الإلحاد وكان يتم نشر هذه الأبحاث في مجلات علمية في الاتحاد السوفيتي مثل مجلة «أسئلة الفلسفة» ومجلة «العلم والدين»، إضافة إلى منشوره الخاص «أسئلة في الإلحاد العلمي» تُنشر مرتين في السنة بمتوسط 20 ألف نسخة

## إغلاق المعهد
بعد انهيار الاتحاد السوفيتي في عام 1991 أُغلق المعهد وفي عام 1993 تمت الموافقة على افتتاح المعهد تحت اسم «معهد الدراسات الدينية»